# Sinojohnstonia chekiangensis
Sinojohnstonia chekiangensis är en strävbladig växtart som först beskrevs av Hisao Migo, och fick sitt nu gällande namn av Wen Tsai Wang. Sinojohnstonia chekiangensis ingår i släktet Sinojohnstonia och familjen strävbladiga växter. Inga underarter finns listade i Catalogue of Life.